# Noevir Stadium Kobe
Kobe City Misaki Park Stadion (神戸市御崎公園球技場), ook wel Kobe Wing Stadion (神戸ウイングスタジアム) is een stadion in de Japanse stad Kobe. Het stadions wordt gebruikt voor voetbal- en rugbywedstrijden. Er kunnen 30.132 toeschouwers is het stadion. 
In 2002 was dit een van stadions die werd gebruikt voor de Wereldkampioenschappen voetbal van dat jaar. Er werden in dit stadion drie wedstrijden gespeeld.

## WK interlands
| №  | Datum        | Wedstrijd         | Uitslag | Competitie | Toeschouwers |
| -- | ------------ | ----------------- | ------- | ---------- | ------------ |
| 1. | 5 juni 2002  | Rusland – Tunesië | 2 – 0   | WK 2002    | 30.957       |
| 2. | 7 juni 2002  | Zweden – Nigeria  | 2 – 1   | WK 2002    | 36.194       |
| 3. | 17 juni 2002 | Brazilië – België | 2 – 0   | WK 2002    | 40.440       |